# Yezoceryx sonani
Yezoceryx sonani là một loài tò vò trong họ Ichneumonidae.